# Liste von Katastrophen in Fußballstadien
Dieser Artikel gibt eine Übersicht über alle Katastrophen, die sich weltweit im Zusammenhang mit Fußballspielen in Fußballstadien ereignet haben.

## Liste der Katastrophen
| Datum      | Land           | Stadt             | Spiel                                                           | Opfer                                       | Anmerkungen |
| ---------- | -------------- | ----------------- | --------------------------------------------------------------- | ------------------------------------------- | --- |
| 05.04.1902 | Schottland     | Glasgow           | Schottland – England                                            | 25 Tote                                     | Einsturz einer Tribüne |
| 09.03.1946 | England        | Bolton            | Bolton Wanderers – Stoke City (FA Cup)                          | 33 Tote                                     | Begrenzungsmauer eingestürzt                                                                                                 |
| 30.03.1955 | Chile          | Santiago de Chile | Chile – Argentinien (Campeonato Sudamericano 1955)              | 6 Tote                                      | |
| Apr. 1961  | Chile          | Santiago de Chile | Chile – Brasilien                                               | 5 Tote                                      | Geländer bricht |
| 24.05.1964 | Peru           | Lima              | Peru – Argentinien (Olympiaqualifikation)                       | 350 Tote, 500 Verletzte                     | Massenpanik |
| 05.10.1965 | Südkorea       | Gwangju           | ?                                                               | 16 Tote                                     | Fans fordern Einlass in überfülltes Stadion                                                                                  |
| 27.10.1966 | Nicaragua      | Managua           | ?                                                               | 12 Tote                                     | Gedränge an den Ausgängen nach Spielende                                                                                     |
| 17.09.1967 | Türkei         | Kayseri           | Kayserispor – Sivasspor                                         | 43 Tote, 600 Verletzte                      | Ausschreitungen nach einem umstrittenen Tor                                                                                  |
| 23.06.1968 | Argentinien    | Buenos Aires      | River Plate – Boca Juniors                                      | 74 Tote, 150 Verletzte                      | Panik nach Spielende |
| 06.10.1969 | D.R. Kongo     | Bukavu            | ?                                                               | 27 Tote, 107 Verletzte                      | Massenpanik |
| 02.01.1971 | Schottland     | Glasgow           | Celtic – Rangers                                                | 66 Tote                                     | Massenpanik |
| 04.03.1971 | Brasilien      | Salvador          | Zweitligaspiel                                                  | 4 Tote                                      | Schlägerei |
| 17.02.1974 | Ägypten        | Kairo             | Zamalek SC – Dukla Prag                                         | 49 Tote                                     | Massenpanik |
| 06.12.1976 | Haiti          | Port-au-Prince    | Haiti – Kuba (WM-Qualifikation)                                 | 5 Tote                                      | Massenpanik durch Feuerwerkskörper                                                                                           |
| 01.04.1977 | Deutschland    | Hamburg           | Hamburger SV – Bayern München                                   | 1 Toter                                     | Massensturz in der Westkurve                                                                                                 |
| 16.09.1979 | Indonesien     | Medan             | ?                                                               | 12 Tote                                     | |
| 08.02.1981 | Griechenland   | Piräus            | Olympiakos Piräus – AEK Athen                                   | 21 Tote                                     | geschlossenes Ausgangstor |
| 18.11.1981 | Kolumbien      | Ibagué            | ?                                                               | 17 Tote                                     | Tribüneneinsturz |
| 20.10.1982 | Sowjetunion    | Moskau            | Spartak Moskau – HFC Haarlem                                    | 66 Tote                                     | Massenpanik |
| 18.11.1982 | Kolumbien      | Cali              | América de Cali – Deportivo Cali                                | 24 Tote                                     | Massenpanik |
| 27.11.1982 | Algerien       | Algier            | ?                                                               | 8 Tote                                      | Tribüneneinsturz |
| 11.05.1985 | England        | Bradford          | Bradford City – Lincoln City                                    | 56 Tote                                     | Brand einer Holztribüne |
| 27.05.1985 | Mexiko         | Mexiko-Stadt      | ?                                                               | 10 Tote                                     | |
| 29.05.1985 | Belgien        | Brüssel           | Juventus Turin – FC Liverpool (Europacup-Finale)                | 39 Tote                                     | Ausschreitungen, Massenpanik, Einsturz einer Begrenzungsmauer                                                                |
| 10.03.1988 | Libyen         | Tripolis          | Libyen – Malta                                                  | 30 Tote                                     | Einsturz einer Tribüne |
| 12.03.1988 | Nepal          | Kathmandu         | Finale um den Tribhuvan Challenge Shield Cup                    | 93 Tote, über 100 Verletzte                 | Massenpanik nach Hagelsturm                                                                                                  |
| 15.04.1989 | England        | Sheffield         | Liverpool – Nottingham Forest (FA-Cup-Halbfinale)               | 97 Tote, 766 Verletzte                      | Massenandrang auf überfüllter Stehplatztribüne, schwere Fehler der Polizei                                                   |
| 13.01.1991 | Südafrika      | Orkney            | Orlando Pirates – Kaizer Chiefs                                 | 42 Tote                                     | Massenpanik |
| 05.05.1992 | Frankreich     | Bastia            | SC Bastia – Olympique de Marseille (Pokal-Halbfinale)           | 19 Tote, über 2.000 Verletzte               | Einsturz einer Zusatztribüne                                                                                                 |
| 19.07.1992 | Brasilien      | Rio de Janeiro    | Flamengo – Botafogo                                             | 3 Tote, 50 Verletzte                        | Einsturz einer Tribüne |
| 03.06.1995 | Honduras       | Puerto Lempira    | ?                                                               | 16 Tote, 38 Verletzte                       | Blitzeinschlag |
| 16.06.1996 | Sambia         | Lusaka            | Sambia – Sudan (WM-Qualifikation)                               | 15 Tote                                     | Massenpanik beim Verlassen des Stadions                                                                                      |
| 09.07.1996 | Libyen         | Tripolis          | al-Ittihad – Al-Ahly Tripolis                                   | 70 Tote                                     | Ausschreitungen nach umstrittener Schiedsrichterentscheidung, Schießerei zwischen Gaddafi-Regime und Regimegegnern           |
| 16.10.1996 | Guatemala      | Guatemala-Stadt   | Guatemala – Costa Rica (WM-Qualifikation)                       | 84 Tote                                     | Massenandrang auf überfüllte Tribünen                                                                                        |
| 06.04.1997 | Nigeria        | Lagos             | Nigeria – Ägypten (WM-Qualifikation)                            | 5 Tote                                      | Verschlossene Ausgänge |
| 26.09.1997 | Deutschland    | Halle (Saale)     | Hallescher FC – VfL Halle 96                                    | 4 Tote                                      | Fallschirmspringer, der den Spielball bringen soll, stürzt mit ungeöffnetem Fallschirm in die Menschenmenge im Kassenbereich |
| 29.11.1998 | Argentinien    | Buenos Aires      | ?                                                               | 1 Toter                                     | Schusswaffe bei Meisterfeier                                                                                                 |
| 15.06.1999 | Tunesien       | Beja              | Pokalhalbfinale                                                 | 3 Tote                                      | |
| 30.10.1999 | BR Jugoslawien | Belgrad           | Roter Stern – Partizan                                          | 1 Toter                                     | Ein 17-jähriger Fan wird von einer Leuchtrakete getroffen                                                                    |
| 11.01.1999 | Ägypten        | Alexandria        | ?                                                               | 8 Tote                                      | Massenpanik |
| 23.04.2000 | Liberia        | Monrovia          | Liberia – Tschad (WM-Qualifikation)                             | 3 Tote                                      | überfülltes Stadion |
| 09.07.2000 | Simbabwe       | Harare            | Simbabwe – Südafrika (WM-Qualifikation)                         | 13 Tote                                     | Massenpanik durch überzogenen Polizeieinsatz                                                                                 |
| 11.04.2001 | Südafrika      | Johannesburg      | Kaizer Chiefs – Orlando Pirates                                 | 47 Tote                                     | Massenpanik in überfülltem Stadion                                                                                           |
| 09.05.2001 | Ghana          | Accra             | Accra Hearts of Oak – Kumasi Ashanti Kotoko                     | 126 Tote, 150 Verletzte                     | Ausschreitungen, Massenpanik, überzogener Polizeieinsatz                                                                     |
| 03.06.2007 | Sambia         | Chililabombwe     | Sambia – Kongo                                                  | 12 Tote                                     | |
| 19.09.2008 | D.R. Kongo     | Butembo           | Socozaki – Nyuki System                                         | 13 Tote, 36 oder 54 Verletzte               | |
| 29.03.2009 | Elfenbeinküste | Abidjan           | Elfenbeinküste – Malawi (WM-Qualifikation)                      | 19 Tote, 132 Verletzte                      | Massenpanik nach Mauereinsturz                                                                                               |
| 01.02.2012 | Ägypten        | Port Said         | al Ahly Kairo – al-Masry                                        | 74 Tote, 1000 Verletzte                     | Gewalttätige Ausschreitungen                                                                                                 |
| 13.11.2015 | Frankreich     | Saint-Denis       | Frankreich – Deutschland                                        | 2 Tote                                      | zwei Explosionen vor dem Nationalstadion Stade de France infolge eines islamistischen Terroranschlags                        |
| 10.02.2017 | Angola         | Uíge              | Santa Rita de Cássia FC – Clube Recreativo Desportivo do Libolo | 17 Tote, 59 Verletzte                       | Massenpanik |
| 01.10.2022 | Indonesien     | Kepanjen          | Arema Malang – Persebaya Surabaya                               | 135 Tote (mind.), 583 Verletzte             | Massenpanik infolge des polizeilichen Einsatzes von Tränengas nach einem Platzsturm                                          |
| 20.05.2023 | El Salvador    | San Salvador      | Alianza FC – CD FAS                                             | 12 Tote (mind.), 100 Schwerverletzte        | Massenpanik |
| 25.08.2023 | Madagaskar     | Antananarivo      | Indian Ocean Island Games 2023, Eröffnungszeremonie             | 12 Tote (mind.), 80 Schwerverletzte (mind.) | vermutlich Massenpanik |

## Folgen
Die Massenunfälle sorgten oft für Diskussionen über die Sicherheit in den Stadien. Nach dem Hillsborough-Unglück am 15. April 1989 wurde im Taylor Report die Empfehlung ausgesprochen, alle Stehplätze abzuschaffen und die Stadien in reine Sitzplatzarenen zu verwandeln. In England wurde dies ab 1994 umgesetzt, FIFA und UEFA folgten. Erst 2017 beantragten erste englische Clubs, das sogenannte safe standing einführen zu dürfen. Zunächst als Testphase, für den Zeitraum der Saison 2022/23, ließ auch die UEFA in internationalen Wettbewerben wieder Stehplätze in Deutschland, England und Frankreich zu.